# Rote Zora
Le groupe Rote Zora (français : Zora la rousse ou Zora la rouge en référence au livre Die Rote Zora und ihre Bande de Kurt Held) était une organisation féministe armée active de 1974 à 1995 en Allemagne de l'Ouest qui luttait entre autres contre le patriarcat, les biotechnologies et la puissance nucléaire.
L'organisation démarra en 1974, quand elle commit un attentat à la bombe contre le tribunal de Karlsruhe en protestation contre une loi sur l'avortement. De plus, elles ont attaqué à la bombe le collège des médecins fédéral (en 1977), de nombreux sex shops, des voitures de riches propriétaires, la compagnie Siemens et la compagnie Nixdorf Computer AG. Le groupe a toujours pris des précautions pour ne pas blesser physiquement d'individus. 
Rote Zora fut une scission des  Revolutionäre Zellen (Cellules révolutionnaires), après en avoir été « la branche féministe ». La dernière action (ratée) du groupe remonterait à la nuit du 24 juillet 1995, envers Lürssen, une entreprise livrant des armes au gouvernement turc et en solidarité avec la lutte des femmes kurdes contre l'État turc.

## Historique
- 1974 : Les femmes des Cellules révolutionnaires posent une bombe devant la Cour suprême de Karlsruhe pour la suppression du paragraphe 218 de la loi sur l'avortement.
- 1977 : Constitution de la Rote Zora (RZ) à l'intérieur des Cellules révolutionnaires
- 1978 : Série d'actions contre les sex-shops.
- 19 décembre 1999 : Sabine Barbara E. est accusée d'avoir fait partie de l'organisation après avoir été arrêtée lors d'une descente de police au squat de Mehringhof (en), à Berlin.
- avril 2007 : l'ex-RZ Adrienne Gerhäuser a intenté un procès pour la tentative d'attentat à la bombe contre la Berlin Genetic Technical Institute en 1986, et contre une usine de vêtement en 1987[pas clair].

## Filmographie
- 2000 : Die Rote Zora, documentaire à propos de l'organisation, produit par Oliver Tolmein
- 2019 : (de) « Frauen bilden Banden, documentaire du collectif Las Otras », sur lasotras.de (consulté le 28 août 2023)